# Vibrafon
Den første vibrafon med metalstave, der kunne frembringe en tremolo ved at sætte luften i bevægelse inden i resonansrør, blev lavet i USA i 1907. Efter Første Verdenskrig blev instrumentet mere kendt og blev brugt alle steder, hvor der blev spillet Amerikansk jazz eller jazzinspireret musik. 
Pga. vibrafonens konstruktion, kan instrumentets lyd variere meget alt efter brug af anslag og brugen af pedalen samt den elektriske vibrator. På vibrafonen kan anvendes køller af filt og gummi med forskellig hårdhed og valget af køller har afgørende betydning for instrumentets klang.
Instrumentet anvendes stadig overvejende inden for jazz-genre.
- Wikimedia Commons har flere filer relateret til Vibrafon